# Дмитриј Кириченко
Дмитриј Сергејевич Кириченко (рус. Дмитрий Сергеевич Кириченко; 17. јануар 1977) је бивши руски фудбалер и садашњи фудбалски тренер.

## Каријера

### Играчка
Каријеру је започео играјући за локалне нижеразредне клубове као што су Локомотива Минералније Води, Искра Новоалександровск и Торпедо Таганрог. Године 1998. придружио се Ростселмашу, након импресивног наступа за клуб из Таганрога током претходне године.
Постао је један од најперспективнијих руских нападача током наредних година, а придружио се ЦСКА из Москве 2002. Са армејцима Кириченко је 2002. успео да постане најбољи стрелац лиге (заједно са саиграчем Роланом Гусевом), два пута је освојио руску Премијер лигу и освојио Куп Русије.
Године 2005. одлази у ФК Москву. Играјући за нови тим, поновио је успех и поново постао најбољи стрелац екипе.
За Сатурн је играо од 2007. до 2010. У првом мечу свог тима у УЕФА Интертото купу 2008. године, у победи 7–0, постигао је 4 гола. У другом мечу тог кола није играо. У следећем колу постигао је гол у првом мечу у победи од 1:0 против немачког шампиона из 2007. ВфБ Штутгарта. Са укупно 5 голова постао је најбољи стрелац УЕФА Интертото купа 2008.
Године 2011, након што је Сатурн распуштен због финансијских проблема, Кириченко се вратио у Ростов, клуб у којем је стекао име још 1990их година.
Од 2003. до 2006. је наступао за репрезентацију Русије. За њу је одиграо 12 утакмица и постигао 4 гола.
Играо је за своју земљу на Европском првенству 2004, постигавши гол у другом минуту против Грчке док је Русија победила будућег шампиона Европе са 2:1 у утешној утакмици пошто је Русија већ била елиминисана. Гол је био најбржи гол икада на Европском првенству све док Недим Бајрами из Албаније није постигао гол против Италије за 23 секунде на Европском првенству 2024.

### Тренерска
Постављен је за привременог менаџера ФК Ростов 6. августа 2016. након оставке Курбана Бердјева. Отишао је из клуба 9. септембра 2016. године.
Постављен је за привременог менаџера ФК Уфа 7. новембра 2018. године. Уфа је победила у првој утакмици под његовом управом против ФК Спартак из Москве, али је у наредних 6 утакмица клуб постигао само 2 ремија и 4 пораза, а 27. марта 2019. Кириченко је споразумно напустио Уфу.
Од 2024. године је тренер руског клуба Текстилчик из Иванова.

## Успеси

### Клупски
ЦСКА Москва
- Премијер лига Русије: 2003.
- Куп Русије: 2001/02.
- Суперкуп Русије: 2004.

### Појединачни
- Најбољи стрелац Премијер лиге Русије: 2005.